# دوريت الصغيرة (رواية)
دوريت الصغيرة (بالإنجليزية: Little Dorrit) هي رواية متسلسلة للمؤلف تشارلز ديكنز نُشرت بين 1855 و1857. وهو عمل يناقش جوانب القصور من الحكومة والمجتمع في تلك الفترة. تركز غضب «ديكنز» في هذه الرواية على المؤسسات المسؤولة عن سجن المدينين والتي يسجن فيها الأشخاص المدينين، الذين لا يستطيعون العمل حتى يتمكنوا من تسديد دينهم. كان سجن «مارشلسيا» هو السجن المسؤول عن هذه الحالات، والذي سجن فيه والد المؤلف نفسه. وتتعلق معظم الانتقادات في هذه الرواية بالتحديد على شبكة الأمان الاجتماعي: الصناعة والعلاج وسلامة العمال وبيروقراطية وزارة الخزانة البريطانية والتفريق بين الناس استناداً على انعدام التواصل بين الطبقات.

## الخلاصة
تبدأ الرواية في سجن مارسيليا قبل ثلاثين عاما. مع القاتل المشهور بسمعته السيئه «ريغود» حين اخبر زميله بالزنزانة عن قصة قتله لزوجته. عاد «آرثر كلينام» إلى لندن والذي كان قد عاش لعشرين عاما في الصين لزيارة والدته ليعلمها بوفاة والده. قام والد آرثر وهو على فراش الموت بإعطاء ابنه ساعة تحمل سرا عظيما، ثم تمتم قائلا: «أمك». وبطبيعة الحال ظن آرثر بأنه يقصد بكلامه السيدة «كلينام» والتي يعتقد الجميع بأنهآ أمه.
وكان يوجد داخل غلاف الساعة ورقة قديمه مصنوعة من الحرير ومكتوب عليها بحبات الخرز اختصار لكلمة (لاتنسى) باللغة الإنجليزية)DNF (DO Not Forget قام آرثر بعرض رسالة والده على السيدة القاسيه والحقودة، المتعصبة دينيا «كلينام». ولكنها رفضت اخباره ماتعنيه هذه الحروف، فأصبحوا كالغرباء.
سجن وليام دوريت في لندن بسبب الديون التي عليه، وقد بقي في سجن المدينين «مارشلسيا» لمدة طويلة جدا، حيث ترعرع ابناءه الثلاثة معه في السجن: «فاني» المغرور، و «ادوارد» الهادئ المشهور باسم «تيب», و «ايمي» المعروفة بأسم «دوريت الصغيرة». بالرغم من انهم كانوا احرار في الدخول إلى السجن والخروج منه. كرست ايمي نفسها لوالدها، فقد كانت تدعم عائلتها من خلال القيام بحرفة الخياطة.
ذات يوم في لندن، التقى آرثر بخطيبته السابقة "فلورا فينتشينج". والتي أصبحت سمينة جدا وانطوائية. تقوم السيدة كلينام (المفترص كونها والدته) بإدارة أعمال العائلة بمساعدة خادمها "جيريمياه فلنتوينتش" وزوجته المضطهدة "افيري", على الرغم من كونها مقعدة بسبب اصابتها بالشلل. عندما علم «آرثر» بلطف السيدة «كلينام» الغريب مع «دوريت الصغيرة» بسبب استأجارها لها للعمل لديها بالخياطة. تسائل عما إذا كانت هذه الطفلة لها علاقة بالسر المتعلق بساعة والده. قام «آرثر» باللحاق بـ "دوريتس" إلى مارشالسيا بسبب شكه بأن والدته لها علاقة بالمصائب التي حلت بهآ. حاول «آرثر» التبرع لـ "إيمي" ووالدها واخوتها في مكتب سيركوملوكوشن" صاحب الادرة السيئة، ولكن كل محاولاته بائت بالفشل في الاستفسار عن مقدار دين "ويليام دوريتس". بينما كان في المكتب، التقى بالمخترع المكافح "دانيال دويس" والذي قرر مساعدته بالذهاب معه للعمل. فشل «آرثر» في تمييز اهتمامات «ايمي» التي وقعت في حبه بشكل كبير، وكان ذلك من سوء حظ أبن السجان "جون تشيفيري" الذي أحبها منذ الطفولة. اكتشف جامع الدين "بانكس" الذي لايكل بأن "ويليام دوريس" هو الوريث الضائع صاحب الثروة الكبيرة. وقام بمساعدته على دفع الدين للخروج من السجن في النهاية.
قررت عائلة دوريت المفرج عنهم حديثا، بأن يقوموا بجولة في أوروبا وان يبدأوا كعائلة جديدة محترمة. سافرت جميع العائلة ماعدا «إمي» عبر جبال الألب وأقاموا لبعض الوقت في فينيسا في جو من الغرور على ثروتهم الجديدة التي حصلوا عليها. في نهاية المطاف: وبعد موجة من الهذيان والتشويش، مات دوريت في روما مما أفجح شقيقه الموسيقي «فريدريك», صاحب القلب الطيب الذي كان دائما ما يقف إلى جانب أخيه. بقيت ايمي وحيدة، فعادت إلى لندن للعيش مع اختها التي تزوجت حديثا «فاني» وزوجها المتأنق «ادموند سباركلر».
المعاملات الاحتيالية (المشابهة لخطط بونزي الاحتيالية) التي قام بها السيد «ميردل» زوج والدة «ادموند سباركلر», أدت به إلى الانتحار بسبب انهيار معاملاته المصرفية وافلاس البنك والذي يشمل المدخرات التي تخص «دوريت» و «آرثر كلينام», الذي يعمل حاليا في سجن مارشالسيا حيث أصبح مريضا ولكنه استطاع التغلب على مرضه بسبب رعاية «إمي» له. حاول الفرنسي الشرير «ريغود» بابتزاز السيدة «كلينام» بعد اكتشافه بإخفائها لحقيقة أن «آرثر» ليس ابنها الحقيقي. كانت والدة آرثر الحقيقية مغنية وشابة جميلة، ولكن والده تركها تحت ضغوطات من عمه الثري للزواج من السيدة «كلينام». والتي وافقت على تربية «آرثر» بشرط ان لا تراه والدته مجددا. توفيت والدة آرثر الحقيقية متأثرة بحزنها لانفصالها عنه وعن والده. أحس عم آرثر بالندم بعد وفاتها، فترك وصية لأمه الحقيقية ولابنة سيدها الصغرى، والذي صادف أن يكون عم «إمي دوريت», وهو موسيقي لطيف وصديق مخلص لوالدة «آرثر», يدعى «فريديريك». لم يكن لدى «فريدريك دوريت» أي ابنة، لذلك ورثته الابنة الصغرى لشقيقه الأصغر «ويليام دوريت» (والد ايمي).
خبأت السيدة «كلينام» حقيقة أن «امي» هي الوريثة لكل هذه العقارات والثروة الهائلة. غلبت العاطفة على المرأة العجوز، فقررت إخبار ايمي بالحقيقة، ثم نهضت من كرسيها وخرجت من المنزل لتكشف لـ «امي» السر الذي خبأته طوال هذه الفترة وتطلب الصفح منها، فقامت «امي» صاحبة القلب الطيب بمسامحتها بسهولة. سقطت «امي» في الشارع من هول الموقف الذي مر بها، وانشلت جميع اطرافها وهي ترى المنزل ينهار امام عينيها ليردي «ريغود» قتيلا. بدلا من أن تجرح آرثر، اختارت ايمي ان لا تبوح بالحقيقة، بالرغم من ان ذلك يعني ان تتخلى عن ارثها.
عندما عاد «دانييل دويس» شريك أعمال «آرثر» من روسيا وقد أصبح رجلا ثريا، كان ذلك من حسن حظ آرثر فقد تم الإفراج عنه ومن ثم قام بالزواج من امي.
كالعديد من روايات «ديكنز», تحتوي رواية «دوريت الصغيرة» على العديد من الحبكات الجانبية. إحدى هذه الحبكات التي تتحدث عن طيب القلب «ميقليس», وهو أحد أصدقاء «آرثر كلينام». كانوا مستائين جدا بسبب زواج ابنتهم «بيت» من فنان يدعى «غوان», بينما ذهبت خادمتهم، وابتهم المتبنية «تاتيكورام» أيضا إلى الآنسة الشريرة «ويد», والتي عرفتها خلال احداث جريمة «ريغود». تكره الآنسة «ويد» الرجال، وأتضح بأنها هي حبيبة «جوان» التي هجرها منذ مدة.
كانت شخصية «دوريت الصغيرة» مستوحآة بواسطة «ماري آن كوبر» (ني ميتون), والتي كان يزورها ديكنز بعض الأحيان هي وعائلتها. عاشوا في «كيدارس», منزل على شارع «هاتون» غرب لندن، وموقعها الآن تحت الطرف الشرقي من (مطار هيثرو).
كان «تشايسوفسكي», من مرتادي المسرح ومن الأشخاص الذين يقرأون بكثرة، وكان ذلك في الوقت الذي كان لا يؤلف فيه. فقد كان متيما بقراءة الكتب. والتي من المفترض ان تكون مترجمة باللغة الروسية أو الفرنسية أو الألمانية، وقد أوصى اخوانه التوأم الذين يصغرونه سنا «موديست» و «اناتولي» بقرائتها من خلال الكم الهائل من الرسائل التي كانوا يتبادلونها.

## الشخصيات
- ريجود: رجل أوروبي احتُجز في مرسيليا  بانتظار المحاكمة بتهمة قتل زوجته. طالَب الآخرين بمعاملته كرجل نبيل، على الرغم من أنه لم يعامِل الآخرين كما يفعل الرجل النبيل. عُرف أيضًا باسم لاجنيير في نزل في فرنسا بعد أن أقنع هيئة المحلفين بأنه غير مذنب، في حين كانت معظم فرنسا تعرف بأنه كان مذنبًا. وفي إنجلترا كان يُعرف باسم بلاندوا، وكان لديه فيها خطة للابتزاز.
- جون بابتيست كافاليتو: رجل إيطالي كان ينتظر المحاكمة بسبب عملية تهريب صغيرة في مرسيليا، ووُضع في نفس الزنزانة مع ريجود. ذهب بعد ذلك إلى إنجلترا، واستقر في بليدينغ هارت يارد؛ بسبب معرفته بأرثر كلينام.
- آرثر كلينام: بعد عودته من الصين، أمضى عدة أسابيع في الحجر الصحي في مرسيليا، إذ كان مسافرًا عبر مكان مصاب بالطاعون. وكان يبلغ من العمر 40 عامًا، وأعزبًا. التقى بأصدقاء جدد في الحجر الصحي. كان رجلًا لطيفًا، وشريفًا، وماهرًا في العمل.
- السيدة كلينام: زوجة السيد كلينام، وتدير عمل العائلة في لندن. نشأت في طائفة دينية صارمة وقاسية، وحافظت على ما نشأت عليه خلال طفولتها. أبقت آرثر معها في لندن حتى أُلقي القبض عليه مع صديقته، ورفض كل من السيدة كلينام، ووالدَي الفتاة العلاقة بينهما، والسيدة كلينام هي التي أرسلته للعمل مع والده في الصين.
- السيد جيلبرت كلينام: عم والد آرثر كلينام، وهو الذي بدأ أعمال العائلة. أجبر ابن أخيه، الذي ربّاه على التخلي عن الزواج من امرأة من اختيار العم. لم يكن على قيد الحياة أثناء الأحداث التي جرت في القصة، بل قبل 40 سنة، عندما وُلد آرثر.
- والدة آرثر كلينام: لم يُذكر اسمها مطلقًا في القصة، كان يُشار لها فقط باسم والدة آرثر الحقيقية، والزوجة الأولى لوالده. أبعدها كل من السيدة كلينام، وجيلبرت كلينام عن العائلة.
- أفاري: ولاحقًا السيدة فلينتويتش. اعتنت بالسيدة كلينام، وبآرثر قبل ذهابه إلى الصين. كانت خائفة من زوجها ومن سيّدتها، وكانت تسمع أصواتًا في المبنى، وكانت كلها غامضة بالنسبة لها.
- السيد جيريمييه فلينتوينتش: كان موظّفًا في شركة كلينام، حتى أعلن آرثر أنه لن يعمل في شركة العائلة عند عودته إلى لندن. تربى السيد فلينتوينتش ليصبح شريكًا مع السيدة كلينام. عندما أصبحت السيدة كلينام مُقعدة وتحتاج إلى الكثير من الرعاية، قررت أنه يجب يتزوج فلينتوينتش وإفري، وتزوجا فعلًا. هرب من لندن بعد محاولة الابتزاز، وقيل أنه صار يُعرف باسم مينهير فون فلينتينفينج في أمستردام ولاهاي.
- السيد ميجلز: هو رجل إنجليزي يسافر في أوروبا مع زوجته وابنته وخادمة ابنته، وكان مصرفيًا متقاعدًا. احتُجز هو وعائلته في الحجر الصحي في مرسيليا، بعد أن سافروا عبر منطقة مصابة بالطاعون، على الرغم من عدم إصابتهم بالمرض. وأصبحوا أصدقاء آرثر كلينام.
- السيدة ميجلز: زوجة السيد ميجلز، وأم ابنتهما.
- ميني ميجلز: ابنة السيد والسيدة ميجلز، كان لها أخت توأم لكنها توفيت وبقيت هي. كانت شابة جميلة، ومدللة من قبل والديها، وعُرفت بأنها حيوانهم الأليف.
- تاتيكورام: خادمة ميني ميجلز. كانت يتيمة، واعتنت بها عائلة ميجلز. كانت أصغر من ميني، وذات شعر داكن كثيف، ومزاج سريع الغضب. كان اسمها هارييت بيدل. عاشت مع العائلة في تويكنهام، ثم مع الآنسة ويد في لندن، وفي كاليه، ثم عادت إلى عائلة ميجلز.
- الآنسة ويد: مسافرة أخرى احتُجزت في الحجر الصحي في مرسيليا. كانت متحفّظة، لكنها تواصلت مع تاتيكورم. تودّدت ذات مرة لهنري غوان. ارتبطت مع ريغاود، الذي تركت معه الصندوق القيم لأوراق عائلة كلينام

## النشر الأصلي
نُشر رواية «دوريت الصغيرة» على عدة دفعات في تسعة عشر شهرًا، يتألف كل منهما من 32 صفحة مع رسمتين توضيحيتين بواسطة «فيز». كل دفعة منها كلفت «شلن» ما عدا الدفعة الأخيرة، دفعتين مزدوجة كلفت شلنين اثنين.

## الكتاب الأول: الفقر
- أولاً – ديسمبر/ 1855 (الفصول: 1_ 4)
- ثانيا- يناير / 1856 (الفصول: 5_8)
- ثالثا- فبراير / 1856 (الفصول: 9_11)
- رابعا – مارس 1856 (الفصول: 12- 14)

خامسا - أبريل / 11856 (الفصول: 15–18)
- سادسا – مايو / 1856 (الفصول 19-22)
- سابعا – يونيو / 1856 (الفصول: 23-25)
- ثامنا – يوليو / 1856 (الفصول 26-29)
- تاسعا – أغسطس / 1856 (الفصول: 30–32)
- عاشرا - سبتمبر / 1856 (الفصول: 33–36)

## الكتاب الثاني: الثروات
- الحادي عشر – أوكتوبر / 1856 (الفصول: 1 إلى 4)
- الثاني عشر – نوفمبر / 1856 (الفصول: من 5 إلى 7)
- الثالث عشر – ديسمبر / 1856 (الفصول: 8-11)
- الرابع عشر – يناير / 1857 (الفصول 12–14)
- الخامس عشر – فبراير / 1857 (الفصول: 15–18)
- السادس عشر – مارس / 1857 (الفصول: 19-22)
- السابع عشر – أبريل / 1857 (الفصول: 23-26)
- الثامن عشر – مايو / 1857 (الفصول: 27–29)
- التاسع عشر والعشرين- يونيو / 1857 (الفصول 30–34)

## استقبال النص الأدبي وأهميته
شهدت هذه الرواية العديد من الانتكاسات بسبب الانتقادات التي وجهت إليها، كما حدث في العديد من روايات «ديكنيز» الأخيرة ولقد أثبتت هذه الرواية بأنها تستحق ان تنتقد، بسبب وجود الأخطاء الفادحة التي أزهقت روح 360 جنديا في بريطانيا خلال معركة بالاكلافا.
وكان «السجن» سواء بمعناه الحرفي أو المجازي، هو أحد المواضيع الاساسية في الرواية. مع «كلينام» و «ميغليس» في مارسيلا، و «ريغود» الذي سجن بتهمة القتل، والسيدة «كلينام» التي حبست نفسها في منزلها، و«دوريتس» المسجون في مارسيلا أيضا. ومعظم الشخصيات كانت محصورة داخل هيكل الطبقات الإنجليزية الاجتماعية المتشدده في ذلك الوقت.

## الاقتباس
تم اقتباس رواية «دوريت الصغيرة» خمس مرات على الشاشة. وأنتجت الثلاث الأولى في عام 1913، 1920 و 1934 . كانت «دوريت كلاينت» نجمة «آني أوندرا» في الاقتباس الألماني لعام 1934 كما هو الحال مع «دوريت الصغيرة» و«ماتياس ويمان» و «كآرثر كلينام». من إخراج «كاريل لاماك».
اما الجزء الرابع فقد كان فيلم روائي طويل يحمل نفس العنوان وقد انتج في بريطانيا لعام 1988, بطولة «إليك غينيس» و«ديريك جاكوبي» بدعم من طاقم الفلم الذي يحتوي على أكثر من 300 ممثل بريطاني، ومن إخراج كريستين ادزارد.
كان الاقتباس الخامس عبارة عن مسلسلات تلفزيونية من إنتاج مشترك بين كل من "BBC" و "WGBH Boston". كتبها كل من «اندرو ديفيس» وانضم معه «كلير فوي» و «فريما اغيمان» و «بيل باتيرسون» و«اندي سيركس» و «ماثيو ماكفادين» و «توم كورتيناي» و «جودي بارفيت» و «آرثر درفيل» و «روسيل توفي» و «جانين دوفيتسكي» و «جيمس فليت» و «روث جونز» و «افي مايلز» و «ماكنزي كروك» و «ستيفان كورنيكارد» و «أنتون ليسير» و «ألون آرمسترونغ» و «سو جونستون» و «أيما بيرسون» و «اماندا ريدمان». تم بث هذه المسلسلات في عام 2008 بين أكتوبر وديسمبر في بريطانيا. وتم عرضها أيضا في والولايات المتحدة الأمريكية على قناة "PBS's Masterpiece" في أبريل 2009, وفي أستراليا أيضا على قناة "ABC1 TV" في يونيو وجولاي 2010.
رسمت رواية «دوريت الصغيرة» مقتطفات من رواية «حريق لندن العظيم» للمؤلف «بيتر اكروديس» عام (1982).

## وصلات خارجية
- دوريت الصغيرة على موقع الموسوعة البريطانية (الإنجليزية)

طبعات متوفرة على الإنترنت
- Little Dorrit at أرشيف الإنترنت.
- كتاب مجاني: Little Dorrit على مشروع غوتنبرغ
- Little Dorrit – Searchable HTML version.
- Little Dorrit نسخة محفوظة 3 سبتمبر 2006 على موقع واي باك مشين. – Easy to read HTML version.